# Discographie d'Axwell
La discographie d'Axwell, DJ suédois né à Lund.

## Sous Axwell

### Albums de remixes
| Titre                                   | Détails                                                                 |
| --------------------------------------- | ----------------------------------------------------------------------- |
| Axwell Presents Axtone Acapellas Vol. 1 | - Sortie: 7 décembre 2009 - Label: Axtone - Format: CD, Téléchargement  |
| Axwell Presents Axtone Acapellas Vol. 2 | - Sortie: 24 août 2015 - Label: Axtone - Format: CD, Téléchargement     |
| Axwell Presents Axtone Acapellas Vol. 3 | - Sortie: 13 mai 2016 - Label: Axtone - Format: CD, Téléchargement      |
| Axwell Presents Axtone Acapellas Vol. 4 | - Sortie: 15 décembre 2017 - Label: Axtone - Format: CD, Téléchargement |

### Singles
| Année                                                                            | Titre                                                                              | Meilleure position | Meilleure position | Meilleure position | Meilleure position | Meilleure position | Meilleure position | Meilleure position | Meilleure position | Album                                 |
| Année                                                                            | Titre                                                                              | SUE                | ESP                | FIN                | FRA                | IRL                | ITA                | P-B                | R-U                | Album                                 |
| -------------------------------------------------------------------------------- | ---------------------------------------------------------------------------------- | ------------------ | ------------------ | ------------------ | ------------------ | ------------------ | ------------------ | ------------------ | ------------------ | ------------------------------------- |
| 1998                                                                             | Jazz Player                                                                        | —                  | —                  | —                  | —                  | —                  | —                  | —                  | —                  |                                       |
| 2000                                                                             | Pull Over                                                                          | —                  | —                  | —                  | —                  | —                  | —                  | —                  | —                  |                                       |
| 2000                                                                             | To the Music                                                                       | —                  | —                  | —                  | —                  | —                  | —                  | —                  | —                  |                                       |
| 2003                                                                             | Wait a Minute (feat. Nevada)                                                       | —                  | —                  | —                  | —                  | —                  | —                  | —                  | —                  |                                       |
| 2005                                                                             | Feel The Vibe / Feel The Vibe (Til The Morning Comes) (feat. Tara McDonald)        | —                  | —                  | 16                 | —                  | 38                 | 49                 | 34                 | 16                 | Axtone Vol. 1                         |
| 2005                                                                             | Together (avec Sebastian Ingrosso)                                                 | —                  | —                  | —                  | —                  | —                  | —                  | —                  | —                  | Axtone Vol. 1                         |
| 2006                                                                             | Watch the Sunrise (feat. Steve Edwards)                                            | —                  | —                  | 6                  | —                  | —                  | —                  | 89                 | 70                 | Axtone Vol. 1                         |
| 2007                                                                             | I Found U (avec Max'C)                                                             | —                  | 19                 | 17                 | —                  | 49                 | —                  | 10                 | 6                  | Axtone Vol. 1                         |
| 2007                                                                             | Submariner                                                                         | —                  | —                  | —                  | —                  | —                  | —                  | —                  | —                  | Axtone Vol. 1                         |
| 2007                                                                             | Get Dumb (avec Angello & Ingrosso & Laidback Luke)                                 | —                  | —                  | —                  | —                  | —                  | —                  | 45                 | —                  | Until One                             |
| 2007                                                                             | It's True (avec Sebastian Ingrosso vs. Salem Al Fakir)                             | 38                 | —                  | —                  | —                  | —                  | —                  | 64                 | —                  | Axtone Vol. 1                         |
| 2008                                                                             | What a Wonderful World (avec Bob Sinclar feat. Ron Carroll)                        | 18                 | —                  | —                  | —                  | —                  | 47                 | 14                 | 48                 | Born in 69                            |
| 2008                                                                             | Open Your Heart (avec Dirty South feat. Rudy)                                      | —                  | —                  | —                  | —                  | —                  | —                  | 21                 | —                  | Axtone Vol. 1                         |
| 2009                                                                             | Leave the World Behind (avec Ingrosso & Angello & Laidback Luke feat. Deborah Cox) | 39                 | —                  | —                  | —                  | —                  | —                  | 75                 | —                  | Axtone Vol. 1 / Until One / Until Now |
| 2010                                                                             | Nothing But Love (feat. Errol Reid)                                                | 39                 | —                  | —                  | —                  | —                  | —                  | 91                 | —                  |                                       |
| 2011                                                                             | Heart Is King                                                                      | —                  | —                  | —                  | —                  | —                  | —                  | —                  | —                  |                                       |
| 2011                                                                             | High Energy (feat. Evelyn Thomas)                                                  | —                  | —                  | —                  | —                  | —                  | —                  | —                  | —                  |                                       |
| 2013                                                                             | Roar (avec Sebastian Ingrosso)                                                     | —                  | —                  | —                  | —                  | —                  | —                  | —                  | —                  | Monstres Academy                      |
| 2013                                                                             | Center of the Universe (feat. Magnus Carlson)                                      | 39                 | —                  | —                  | 193                | —                  | —                  | —                  | —                  |                                       |
| 2013                                                                             | I Am (avec Sick Individuals feat. Taylr Renee)                                     | —                  | —                  | —                  | —                  | —                  | —                  | —                  | —                  |                                       |
| 2015                                                                             | Waiting So Long (Gloria)                                                           | —                  | —                  | —                  | —                  | —                  | —                  | —                  | —                  |                                       |
| 2016                                                                             | Barricade                                                                          | —                  | —                  | —                  | —                  | —                  | —                  | —                  | —                  | More Than You Know                    |
| 2016                                                                             | Belong (avec Shapov)                                                               | —                  | —                  | —                  | —                  | —                  | —                  | —                  | —                  |                                       |
| 2018                                                                             | Nobody Else                                                                        | —                  | —                  | —                  | —                  | —                  | —                  | —                  | —                  |                                       |
| « — » signifie que le single n'est pas sorti ou ne s'est pas classé dans ce pays |                                                                                    |                    |                    |                    |                    |                    |                    |                    |                    |                                       |

### Remixes
2000
- Elena Valente - Love Is (Axwell's Drinkmix)
- Juni Juliet - Back In My Arms (Axwell Remix)
- Da Buzz - Let Me Love You
- Tin Pan Alley - My Love Has Got A Gun
- Antiloop - Only U
- StoneBridge feat. Dayeene - I Like
- Lutricia McNeal - Sodapop (Axwell Edit)
- Domenicer - Dolce Marmellata (Axwell's Mixed Grill)

2001
- Latin Trininty - Summer Breeze (Axwell Remix)
- Cape - L.O.V.E. (Axwell Vocal Slammer)
- Bikini - Nite&Day
- EasyStreet & Nevada - Be With You
- Sahlene - House
- MixMaster - Latin Session
- Murcielago - Los Americanos (Axwell Remix)
- LoveSelective - El Bimbo Latino (Axwell Vocal Mix)
- MowRee - Luv Is Not To Win
- Méndez - Blanca!
- OceanSpirit - BourbonStreet
- Waako - I Get Lifted
- MixMaster & Axwell - Summerbreeze

2002
- Méndez - Adrenaline (Axwell's Sombrero Remix)
- Enamor - I Believe
- Michelle Wilson - Love Connection
- L'Stelle - Let It Go
- Playmaker - BlackPony
- Méndez - No Criminal
- Robbie Rivera - Burning
- Afro Angel - Join Me Brother (Axwell Vocal Mix)

2003
- The Attic - Density (Axwell Remix)
- Mambana - Libre (Axwell Vocal Mix)
- Soulsearcher - Feelin Love (Axwell Vocal Mix)
- Deli pres. Demetreus - Better Love (Axwell Vocal Mix)
- Room 5 - Make Luv (Axwell Remix)
- Mohogany People feat. Mia Taylor - Shine (Axwell's Starbeach Mix)
- Clipse feat. Faith Evans - Mah I dont love her
- Souledz - You Cant Hide Your Love
- Eric Prydz - Slammin

2004
- Mambana - Felicidad (Axwell Vocal Mix)
- Usher - Burn
- DJ Flex - Love 4 U

2005
- Rasmus Faber - Get Over Here
- Average White Band - Lets Go Round Again
- Jerry Ropero & Denis The Menace present Sabor feat. Jacqueline - Coroçao (Axwell Remix)
- Roger Sanchez feat. GTO - Turn on the Music (Axwell Remix)
- Hard-Fi - Hard 2 Beat
- Ernesto vs. Bastian - Dark Side Of The Moon
- Sugiurumn - Star Baby
- Deep Dish feat. Stevie Nicks - Dreams (Axwell Remix)
- Pharrell - Angel
- Axwell feat. Steve Edwards - Watch the Sunrise (Axwell Remode)

2006
- Bob Sinclar feat. Steve Edwards - World, Hold On (Children of the Sky) (Axwell Remix)
- Lorraine - Transatlantic Flight (Sony BMG, 2006)
- Nelly Furtado feat. Timbaland - Promiscuous
- Madonna - Jump (Axwell Remix)
- Moby & Mylène Farmer - Slipping Away (Crier la vie) (Axwell Remix)
- Sunfreakz feat. Andrea Britton - Counting Down the Days (Axwell Vocal Remix)
- Sunfreakz - Riding The Wave
- C-Mos - 2 Million Ways (Axwell Remix)

2007
- Faithless - Music Matters (Axwell Remix)
- Dirty South feat. Rudy - Let It Go (Axwell Remix)
- Ray Parker Jr. - Ghostbusters Theme (Axwell & Mankz Remix)
- Bob Sinclar - I Feel For You

2008
- Robot Man feat. Nanchang Nancy - Ready For This
- Hard-Fi - I Shall Overcome
- Adele - Hometown (Axwell Remode Mix)
- TV Rock feat. Rudy - Been a Long Time (Axwell Remode Mix)
- Abel Ramos & Miss Melody - Rotterdam City of Love (Axwell Re-edit)

2009
- TV Rock feat. Rudy - In The Air (Axwell Remix)
- The Temper Trap - Sweet Disposition (Axwell & Dirty South Remix)

2010
- Prok & Fitch pres. Nanchang Nancy - Walk With Me (Axwell vs. Daddy's Groove Remix)
- Axwell feat. Errol Reid - Nothing But Love (Axwell vs. Daddy's Groove Remix)
- Adrian Lux - Teenage Crime (Axwell Remix)
- Adrian Lux - Teenage Crime (Axwell Copenhagen Remix)
- Adrian Lux - Teenage Crime (Axwell & Henrik B Remode)

2011
- Hard Rock Sofa & St. Brothers - Blow Up (Thomas Gold vs. Axwell Remix)
- David Tort feat. Gosha - One Look (Axwell vs. Dimitri Vegas & Like Mike Remix)
- Michael Calfan - Resurrection (Axwell's Re-Cut Club Version)
- Axwell feat. Evelyn Thomas - High Energy (Axwell Vocal Mix)

2012
- Ivan Gough & Feenixpawl feat. Georgi Kay - In My Mind (Axwell Mix)

2013
- Discopolis - Falling (Committed To Sparkle Motion) (Axwell Edit)
- Mutiny feat. Tom Gray - Never Let You Down (Axwell & NO ID Remix)

2014
- Mutiny UK & Steve Mac feat. Nate James - Feel The Pressure (Axwell & NEW ID Remix)
- Mutiny UK & Steve Mac feat. Nate James - Feel The Pressure (Axwell & NEW ID WTP Remix)
- Hook N Sling feat. Karin Park - Tokyo by Night (Axwell Remix)

2016
- Michael Feiner - Mantra (Axwell Cut)
- Sebastian Ingrosso - Dark River (Axwell Remode)
- Axwell & Shapov - Belong (Axwell & Years Remode)

2017
- Pauls Paris - Make Your Mind Up (Axwell & NEW ID Remode)

2019
- Redfield - Don't Worry (Axwell Cut)
- Jax Jones & Martin Solveig present Europa & Madison Beer - All Day And Night (Axwell Remix)
- Halsey - Graveyard (Axwell Remix)

2021
- Jay Robinson - Free Again (Axwell Remix)

## Sous d'autres noms

### Swedish House Mafia (avecSebastian Ingrosso&Steve Angello)
- 2010 : Until One
- 2012 : Until Now
- 2022 : Paradise Again

### Axwell Λ Ingrosso (avec Sebastian Ingrosso)
- 2017 : More Than You Know

### Soulplayaz

#### Singles
- 2001 : Make You Mine Tonight
- 2002 : What Would You Do / You Set Me Free (vs. DJ R&R)
- 2002 : Feel
- 2005 : I Get Lifted

#### Remixes
- 2001 : Tropical Deep - High Priestess (Feel Like Flying) (Soulplayaz Remix)

### Mambana (avec Isabel Fructuoso)
- 2002 : No Reason
- 2003 : Libre
- 2004 : Felicidad

### Jetlag
- 2002 : So Right

### Mohogany People
- 2003 : Heart of Mine
- 2003 : Shine (feat. Mia Taylor)

### Starbeach
- 2003 : Get Naked (feat. D'Empress)

### Busty Times
- 2003 : Clubs And Discotexxx

### AxEr (avecEric Prydz)
- 2006 : 123 / 321

### Supermode (avec Steve Angello)
| Année | Titre       | Meilleure position | Meilleure position | Meilleure position | Meilleure position | Meilleure position | Meilleure position | Meilleure position | Meilleure position | Meilleure position |
| Année | Titre       | ALL                | AUS                | BEL (FL)           | DAN                | ESP                | FIN                | FRA                | P-B                | R-U                |
| ----- | ----------- | ------------------ | ------------------ | ------------------ | ------------------ | ------------------ | ------------------ | ------------------ | ------------------ | ------------------ |
| 2006  | Tell Me Why | 11                 | 48                 | 22                 | 14                 | 19                 | 14                 | 22                 | 5                  | 13                 |